# Nupserha apicata
Nupserha apicata là một loài bọ cánh cứng trong họ Cerambycidae.